# Марко Бошнаков
Марко Иванов Бошнаков, срещан и като Бошняков, е български революционер – анархист, участник в Солунските атентати.

## Биография
Марко Бошнаков е роден през 1878 година в Охрид, тогава в Османската империя. Става член на кръга на „Гемиджиите“, докато учи в Солунската българска мъжка гимназия. Участва в заговора за убийството на Стефан Михайляну и в Солунските атентати през 1903 година. Той наема дюкян срещу Отоманската банка, от който е прокопан тунела до основите на банката, която впоследствие е взривена.
Арестуван е и е предаден на специален военен съд, заедно с Павел Шатев, Георги Богданов и Милан Арсов. Първоначално са осъдени на смърт, а впоследствие присъдата им е заменена с доживотен затвор.
Марко Бошнаков умира на 15 февруари 1908 година в Мурзук, намиращ се в либийската провинция Фезан.
Негов племенник е адвокатът Борис Бушнаков.

## Галерия
- Писмо на Бошнаков от 28 май 1903 г.
- Писмо на Бошнаков от 28 май 1903 г.
- Некролог на Марко Бошнаков
- На гроба на Бошнаков, Фезан, 14 февруари 1907 г.